# パーシュアー (護衛空母)
|          |                                         |
| 艦歴     |                                         |
| 発注     |                                         |
| 起工     | 1941年7月31日                           |
| 進水     | 1942年7月18日                           |
| 就役     | 1943年6月14日                           |
| 退役     | 1946年2月12日                           |
| 除籍     | 1946年3月28日                           |
| その後   | 1946年に廃棄                            |
| 性能諸元 |                                         |
| 排水量   | 14,400トン                              |
| 全長     | 491 ft 6 in (150 m)                     |
| 全幅     | 105 ft (32 m)                           |
| 吃水     | 26 ft (7.9 m)                           |
| 機関     | 蒸気タービン1軸推進、8,500shp           |
| 最大速   | 18 ノット (33 km/h)                     |
| 航続距離 |                                         |
| 乗員     | 士官、兵員646名                         |
| 兵装     | 4インチ砲2門、40mm機銃8基、20mm機銃20基 |
| 搭載機   | 20                                      |

セント・ジョージ (USS St. George, AVG/ACV/CVE-17) は、アメリカ海軍の護衛空母。ボーグ級航空母艦の1隻。

## 艦歴
セント・ジョージは海事委任契約の下ミシシッピ州パスカグーラのインガルス造船所で1941年7月31日にモーマックランド (Mormacland) の艦名で起工する。1942年1月7日にアメリカ海軍によってセント・ジョージと改名され、1942年2月24日にレンドリース法に基づきイギリス海軍への移管が指定されパーシュアー (HMS Pursuer, D73) と改名される。1942年7月18日にメリー・アン・S・バートマン夫人によって進水し、1942年8月20日に ACV-17（補助空母）に艦種変更され、1943年6月14日に海軍に引き渡され同日イギリス海軍に移管される。1943年7月15日に CVE-17（護衛空母）に艦種変更された。
パーシュアーはイギリス本国艦隊に所属し、船団護衛任務に従事する。1944年4月3日にアルタ・フィヨルドのドイツ戦艦ティルピッツへの攻撃に参加し、3ヶ月間行動不能とした。1944年8月から9月にかけて、ノルマンディーの戦いで上陸部隊への空中援護を行う空母部隊の一隻として貢献した。
パーシュアーは1946年2月12日にアメリカに返還され、1946年3月28日に除籍、1946年5月14日にペンシルベニア州ベスレヘムのパタプスコ・スチール・スクラップ社にスクラップとして売却された。